# Le Barabli

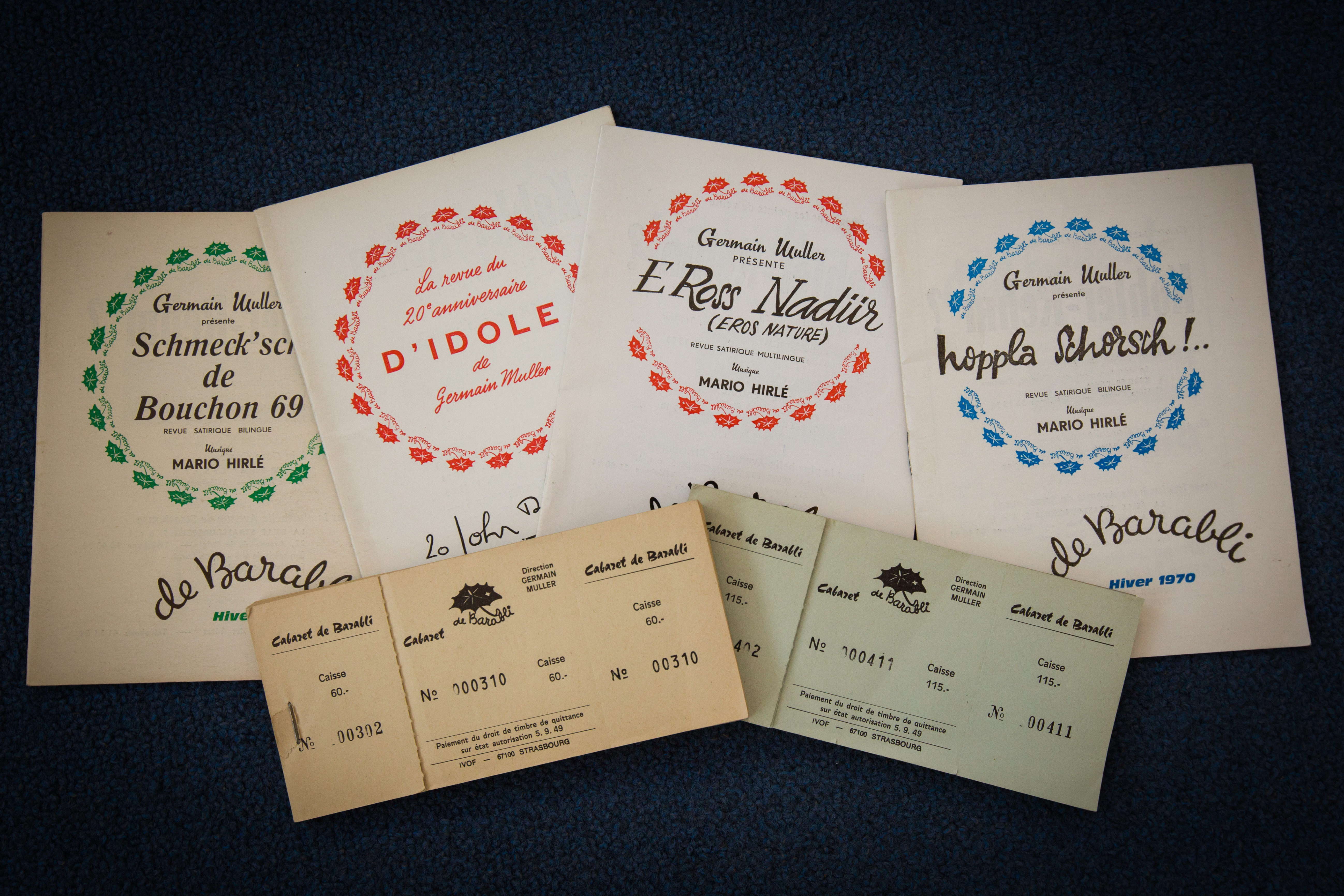
Billets et programmes du Barabli.

Le Barabli est une salle de représentation scénique et de réception. Elle fut un cabaret alsacien bilingue lancé à Strasbourg par Germain Muller et Raymond Vogel en 1946. Le musicien en a été Mario Hirlé. Il a cessé en 1992.

## Historique
Les premières représentations ont lieu au Ciné-Bal Aubette puis la troupe déménage au Théâtre du Cercle des Officiers, place Broglie. 
Quand Germain Muller et Mario Hirlé se retirent en 1988, Harry Lapp et Dinah Faust assurent la continuation jusqu’à la cessation définitive en 1992. 

## Spectacles marquants
De 1946 à 1992, quarante-quatre revues mêlant danses, chansons, saynètes et satire politique attirent un public nombreux et fidèle.
- 1946 : Steckelburi schwingt (Première revue du Barabli)
- 1947 : Un wenn es Katze räjt
- 1947 : Daawi Miller, beesi Zunge
- 1948 : D’Litt han Keen Geld ! de Germain Muller, musique : Mario Hirlé, décors : Richard Schall. Avec Germain Muller, Dinah Faust, Robert Breysach, Charles Falck, Félice Hæuser, Henri Meyer, Enid Mosier, Raymond Vogel, René Wieber.
- 1949 : Enfin… redde mir nim devun, de Germain Muller, musique : Mario Hirlé, décors : Richard Schall. (Reprises en 1961 et 1980). Avec Germain Muller (Gustave Meyer), Félice Haeuser (Célestine Meyer), Simone Muller (Monique Meyer), Charles Falk (Charles Meyer), Robert Vogel (Roger Meyer), Robert Breysach (Oscar Holzmann), Henri Bergmiller (Kaltebach), Félix Walter (Grüsselberjer), Marianne Rudloff (Mlle Heller), Michèle Pietri (Mme Chapoulard)
- 1949/50 : Sürkrütt un Spaak
- 1950 : Pygmalion
- 1950/51 : Do kummsch nemmi mit
- 1951/52 : Paradochse
- 1952/53 : Emol ebs anders, de Germain Muller, musique : Mario Hirlé, décors : Schall - Bricka - L. Wagner, costumes : Inès Wagner. Avec Germain Muller, Robert Breysach, Dinah Faust, Charles Falck, Félice Hæuser, Henri Meyer, Enid Mosier, Raymond Vogel, René Wieber.
- 1953 : Die g'hert verbodde
- 1953/54 : Roosigi Zitte
- 1954 : Wie gedruckt
- 1954/55 : Dreck am Hewele
- 1955/56 : Neji Bäse
- 1956 : Guet zu Fuess
- 1956/57 : Zehn Johr g'stupft
- 1957-58 : Hewe se…, de Germain Muller, musique : Mario Hirlé, décors : Richard Schall, costumes : Inès Wagner, Chorégraphie : Iselore Wœbke. Avec Germain Muller, Robert Breysach, Dinah Faust, René Wieber, Charles Falck, Henri Meyer, Rolf Dietz, André Flick, Pierre De Jong, Jean-Simon Prévost, Yvette Veit, Chrisiane Charrel, Inès Marcel, Annette Rauch.
- 1958/59 : Mach de Gaul nit schej
- 1959/60 : Blän vum Strossburi de Germain Muller, musique : Mario Hirlé, décors : Richard Schall, costumes : Inès Wagner, chorégraphie : Roland April. Avec  Germain Muller, Robert Breysach, René Wieber, Charles Falck, Henri Meyer, André Flick, Michel de Krause, Maurice Besançon, Jacques Martin, Dinah Faust, Yvette Veit, Christiane Charel, Élisabeth Heimann, Cécile Ancel.
- 1960/61 : Lumumba Spring
- 1961 : Reprise de Enfin... redde m'r nimm devon
- 1961/62 : E lüs im Krüt, de Germain Muller, musique : Mario Hirlé, décors : Louis et Inès Wagner.
- 1963/64 : D'Hausse nab (A révélé la chanson D’Letschte qui est ensuite devenue la finale traditionnelle).
- 1964/65 : S'Narreschiff
- 1965/66 : Herner am Hirn
- 1966/67 : D'Idole
- 1967/68 : Bees ze flicke
- 1968/69 : Schmeck’sch de Bouchon 69, de Germain Muller, musique : Mario Hirlé, décors : Jean Remlinger, costumes : Inès Wagner. Avec   Germain Muller, Dinah Faust, Élisabeth Best, René Wieber, Géo Lachat, Catherine Bonnat, Renée Dottor, Robert Breysach, René Wieber, Henri Meyer, André Flick, Michel Pierrat, Dominique Muller.
- 1969/70 : Hoppla Schorsch
- 1970/71 : E Rossnadür
- 1971/72 : Frechi Knirps
- 1972/73 : Heb di, heb di
- 1973/74 : Mess mer de Graddel
- 1975 : Widder emol 30 Johr franzeesch
- 1975/76 : …As d’Schwarte Krache, de Germain Muller, musique : Mario Hirlé, décors : André Wenger, costumes : Inès Wagner, chorégraphie : Jean Garcia. Avec  Germain Muller, René Wieber, Charles Falck, Michel Pierrat, André Flick, Bernard Gir, Jean-Jacques Supper, Maurice, Mario Hirlé, Robert Breysach, Dinah Faust, Yvette Veit,  Elisabeth Best, Christiane Charel, Sylviane Pitour, Anne Wenger.
- 1976/77 : Sch'Barre Gagges
- 1977/78 : A gauche... Gosch, à droite... Ouate
- 1978/79 : Un Geht's d'r nit guet ?
- 1979/80 : Reprise de Enfin... redde m'r nimm devon, de Germain Muller, musique : Mario Hirlé, décors : André Wenger, costumes : Inès Wagner, mise en scène : Germain Muller, avec Germain Muller, Dinah Faust, Robert Breysach, René Wieber, Michel Pierrat, Charles Falk, Christiane Charel, Elisabeth Best, Simone Muller, Christian Hahn, Gilles Pierrat, Alfred Bauer.

- 1981 : D'Ayedolle
- 1982 : Franzle mit Rand.
- 1984 : Halb' Zitt
- 1985 : Mer, s'Kanakefollik

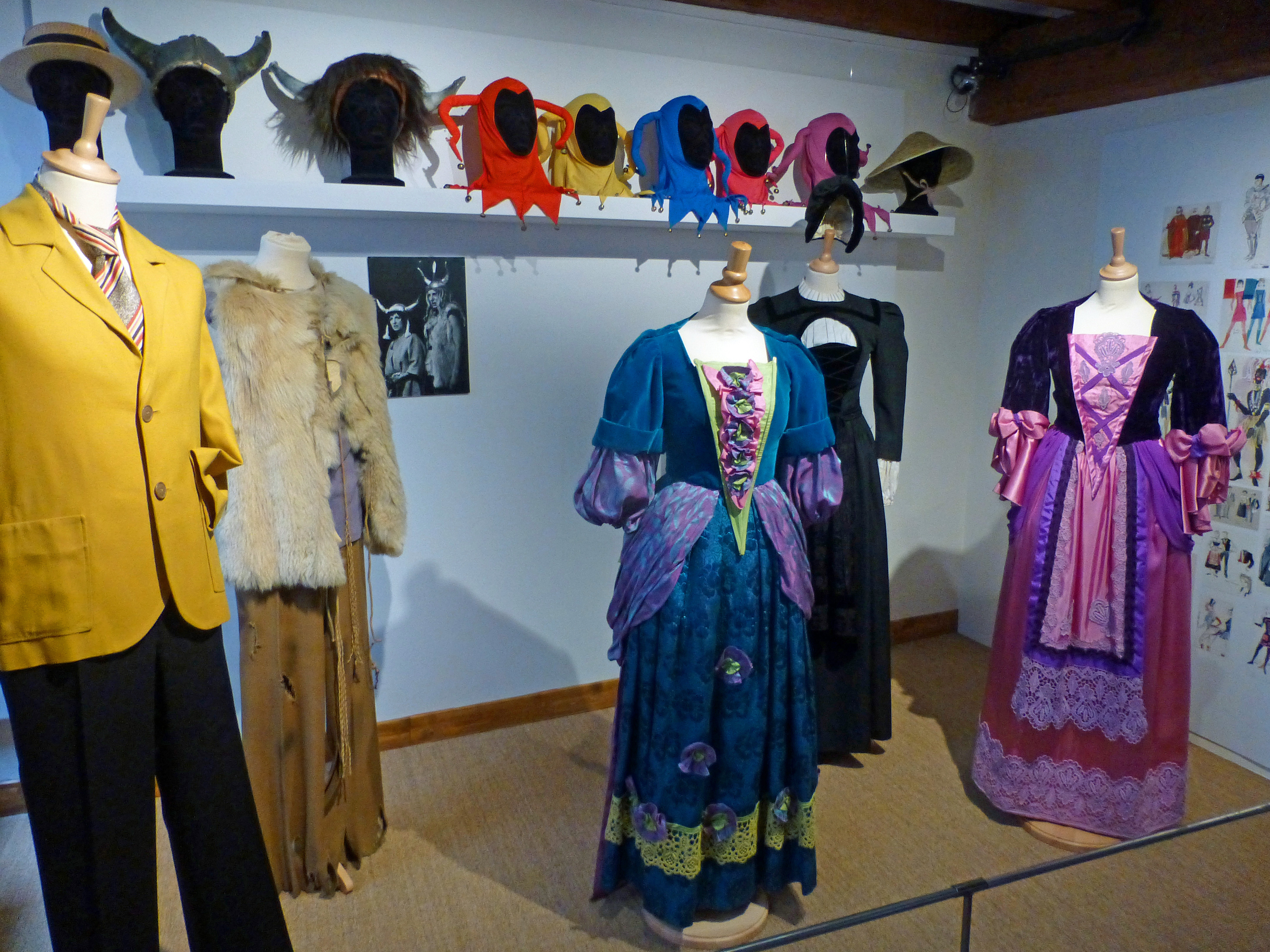
Costumes de la revue
O Strossburi un Ke End
(Musée alsacien de Strasbourg)

- 1986 : S’isch nonit alles fütti…, de Germain Muller, musique : Mario Hirlé, décors : André Wenger, costumes : Inès Wagner, chorégraphie : Jean Garcia. Avec Germain Muller, Dinah Faust, Robert Breysach, Elisabeth Best, Christiane Charel, Anne Wenger, Valérie Schwartz, Michel Pierrat, Daniel Weber, Christian Hahn, Charles Lobstein, Patrice Muller.
- 1988 : O Strossburri un Ke End, de Germain Muller, musique : Mario Hirlé, décors : André Wenger, costumes : Inès Wagner, mise en scène : Bernard Jenny, chorégraphie : Jean Garcia. Avec Dinah Faust[1], Elisabeth Best, Christiane Charel, Anne Wenger, Cathy Bernecker, Michel Pierrat, Christian Hahn, Charles Lobstein, André Flick, Francis Freyburger, Jean-Pierre Schlagg, Raymond Fechter.
- 1992 : Amer de Seidel, de Germain Muller, mise en scène : Bernard Jenny

## Liste des principaux collaborateurs
Marie-Paule Angst ; Charlotte April ; Roland April ; Alfred Bauer ; Charles Beck ; Henri Bergmiller ; Jean-Pierre Bergmiller ; Laurence Bergmiller ; Cathy Bernecker ; Elisabeth Best ; Robert Breysach ; Michel Bruneau ; Christiane Charel ; Pierre De Jong ; Rold Dietz ; Charles Falck ; Céleste Faust (père de Dinah Faust) ; Dinah Faust (épouse de Germain Muller) ; André Flick ; Francis Freyburger ; Françoise Garcia ; Jean Garcia ; Aloyse Goguel ; Marlyse Grieslin ; Félice Haeuser ; Christian Hahn ; Roger Hahn ; Madame Hegny ; Mario Hirlé ; Chantal Iss ; Bernard Jenny ; Geo Krencker ; Alfred Litzelmann ; Claude Lobbedez ; Charles Lobstein ; Dany Machi ; Jacques Martin ; Henri Meyer ; Roger Muhl ; Augustine Muller (mère de Germain Muller) ; Dominique Muller (fils de Germain Muller) ; Patrice Muller (fils de Germain Muller) ; Simone Muller (sœur de Germain Muller) ; Gilles Pierrat ; Michel Pierrat ; Jean Remlinger ; Robert Schaffroth ; Richard Schall (beau-frère de Germain Muller) ; Jean-Pierre Schlagg ; Pierre Schneider ;  Marie-France Schoen ; Germaine Schwartz ; Valérie Schwartz ; Roger Siffer ; Yvette Stahl ; Émile Straub ; Cathy Strub ; Yvette Veit-Wieber ; Raymond Vogel ; Inès Wagner ; Louis Wagner ; Daniel Weber ; André Wenger ; Anne Wenger ; René Wieber ; Rose-Marie Wilhem (cousine de Germain Muller)

### Discographie
- 20 Johr Barabli, 1946-1966, Studio J.D., Schiltigheim, 1966, 3 disques 33 t. + 1 livret
- Barabli Hit, 29 succès du Barabli repris par 15 artistes en hommage à Germain Muller et Mario Hirlé. Association Musical Comédie, Strasbourg,2004.

### Filmographie
- S'Beschte vum Barabli, coffret contenant deux vidéocassettes produites par FR3 Alsace et l'INA, ainsi qu'un dossier de presse 1946-1986
- Germain Muller et le Barabli, double DVD édité par l'INA en 2014 contenant la pièce Enfin... redde m'r nimm devun! enregistrée pour la télévision en 1974, ainsi qu'un documentaire en deux parties intitulé Les Alsaciens et le Barabli, réalisé en 2000 par Patrice Muller et Félix Benoist.